# Remetea (Bihor)
Remetea  (in ungherese Magyarremete) è un comune della Romania di 3 011 abitanti, ubicato nel distretto di Bihor, nella regione storica della Transilvania.
Il comune è formato dall'unione di 5 villaggi: Drăgoteni, Meziad, Petreasa, Remetea, Șoimuș.